# Номи (Италия)
Но̀ми (на италиански: Nomi) е село и община в Северна Италия, автономна провинция Тренто, автономен регион Трентино-Южен Тирол. Разположено е на 179 m надморска височина. Населението на общината е 1347 души (към 2018 г.).